# Eduarda Braum
Eduarda Braum (Afonso Cláudio, 25 de abril de 2001) é uma modelo e rainha da beleza brasileira, vencedora do concurso Miss Supranational 2025.
Anteriormente, Braum ganhou o título de Miss Universo Espírito Santo 2021 e o concurso Miss Supranational Brasil 2025.

## Participou do concurso de beleza
Braum começou sua carreira em concursos de beleza vencendo o título de Miss Universo Espírito Santo 2021. Ela representou o Espírito Santo no concurso Miss Brasil 2021, onde terminou no Top 10.
Em 4 de abril de 2025, Braum competiu no concurso Miss Supranational Brasil 2025 representando o Espírito Santo, onde conquistou o título e foi sucedida por Isadora Murta.
Em 27 de junho de 2025, Braum representou o Brasil no Miss Supranational 2025 e competiu contra outras 66 candidatas no Anfiteatro Strzelecki Park, em Nowy Sącz, Pequena Polônia, Polônia. Ao final do evento, Braum venceu a competição e foi coroada por sua antecessora, Harashta Haifa Zahra, da Indonésia, tornando-se a primeira brasileira e a quinta latino-americana a conquistar o título, depois da equatoriana Andrea Aguilera, na 14ª edição.